# أودايشيز (برمجية)
أودايشيز (بالإنجليزية: Audacious)‏ هو برنامج مشغل صوتي حُرٌّ ومفتوح المصدر، يركز على: «الاستخدام المنخفض موارد النظام»، «جودة الصوت العالية»، «دعم مجموعة واسعة من تنسيقات الصوت».

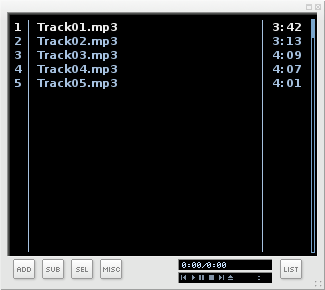
قائمة تشغيل التطبيق

## التاريخ
بدأ برنامج أودايشيز باعتباره تفرعًا مُعدَّلًا مِن بيب ميديا بلاير ‏ (تفرع مُعدَّل مِن إكس مالتيميديا سيستم [الإنجليزية]). قرر المُطورين التخلي عن بيب ميديا بلاير ‏ بعد أن أعلن فريق التطوير الأصلي أنهم كانوا يوقفون التطوير من أجل إنشاء إصدارٍ آخر مِن التطبيق يسمى بي إم بي إكس (بالإنجليزية: BMPx)‏.